# Championnat d'Égypte de football 1984-1985
Navigation
Saison précédente Saison suivante
La saison 1984-1985 du Championnat d'Égypte de football est la 29e édition du championnat de première division égyptien. Douze clubs égyptiens prennent part au championnat organisé par la fédération. Les équipes sont regroupées au sein d'une poule unique où elles rencontrent leurs adversaires deux fois, à domicile et à l'extérieur. À l'issue du championnat, les deux derniers du classement sont relégués et remplacés par les deux meilleures équipes de D2.
C'est le club d'Al Ahly SC qui remporte la compétition, après avoir terminé en tête du classement final, avec trois points d'avance sur le tenant du titre, le Zamalek SC et dix sur Ismaily SC. C'est le 19e titre de champion d'Égypte de l'histoire du club, qui réussit un triplé historique après sa victoire en Coupe d'Afrique des vainqueurs de coupe 1985 et sa victoire en finale de la Coupe d'Égypte face à Ismaily.

## Les clubs participants
| - Al Ahly SC - Zamalek SC - Ittihad Alexandrie - Ismaily SC - Tersana SC - Al Mansourah Sporting Club - Promu de D2 | - Meniya Club - Gazl Domiyat - Promu de D2 - Al Olympi - Al-Moqaouloun - Al-Masry Club - Ghazl El Mahallah |

## Compétition

### Classement
Le classement est établi sur le barème de points classique (victoire à 2 points, match nul à 1, défaite à 0).
| Rang | Équipe                       | Pts | J  | G  | N  | P  | Bp | Bc | Diff |
| ---- | ---------------------------- | --- | -- | -- | -- | -- | -- | -- | ---- |
| 1    | Al Ahly SC 'C' (C2)          | 35  | 22 | 16 | 3  | 3  | 29 | 8  | +21  |
| 2    | Zamalek SC T                 | 32  | 22 | 11 | 10 | 1  | 29 | 12 | +17  |
| 3    | Ismaily SC                   | 25  | 22 | 7  | 11 | 4  | 22 | 15 | +7   |
| 4    | Ghazl El Mahallah            | 24  | 22 | 7  | 10 | 5  | 17 | 14 | +3   |
| 5    | Tersana SC                   | 23  | 22 | 9  | 5  | 8  | 26 | 21 | +5   |
| 6    | Al-Masry Club                | 22  | 22 | 7  | 8  | 7  | 22 | 19 | +3   |
| 7    | Ittihad Alexandrie           | 19  | 22 | 3  | 13 | 6  | 13 | 16 | -3   |
| 8    | Al-Moqaouloun                | 18  | 22 | 4  | 10 | 8  | 12 | 20 | -8   |
| 9    | Meniya Club                  | 18  | 22 | 3  | 12 | 7  | 9  | 20 | -11  |
| 10   | Al Mansourah Sporting Club P | 17  | 22 | 5  | 7  | 10 | 8  | 18 | -10  |
| 11   | Al Olympi                    | 16  | 22 | 5  | 6  | 11 | 15 | 24 | -9   |
| 12   | Gazl Domiyat P               | 15  | 22 | 2  | 11 | 9  | 8  | 23 | -15  |

| Légende : Qualifications et relégations | Légende : Qualifications et relégations                                                                             |
| --------------------------------------- | --- |
|                                         | Qualification pour la Coupe d'Afrique des clubs champions 1986                                                      |
|                                         | Qualification pour la Coupe des Coupes 1986                                                                         |
|                                         | Relégation directe en deuxième division                                                                             |
|                                         | T : Tenant du titre C : Vainqueur de la Coupe d'Égypte P : Promu de D2 (C2) : Vainqueur de la Coupe des Coupes 1985 |

## Bilan de la saison
| Championnat d'Égypte de football 1984-1985 |                              |
| Champion                                   | Al Ahly SC (19e titre)       |
| Coupes et trophées                         |                              |
| Vainqueur de la Coupe d'Égypte 1984-1985   | Al Ahly SC                   |
| Qualifications continentales               |                              |
| Coupe d'Afrique des clubs champions 1986   | Zamalek SC                   |
| Coupe des Coupes 1986                      | Al Ahly SC (tenant du titre) |
| Coupe des Coupes 1986                      | Ismaily SC                   |
| Promotions et relégations                  |                              |
| Promus en Egyptian Premier League          | Suez El-Riyadi               |
| Promus en Egyptian Premier League          | El-Plastic                   |
| Relégués en Egyptian Second League         | Al Olympi                    |
| Relégués en Egyptian Second League         | Gazl Domiyat                 |